# Michael Ryan
Michael Sean Ryan (6 de julio de 1977, Indiana (Pensilvania), Estados Unidos), también apodado "El soldado", es un beisbolista profesional estadounidense que juega en la posición de jardinero. En la Major League Baseball es ficha de la organización Pittsburgh Pirates y ha jugado con Minnesota Twins y Los Angeles Angels of Anaheim. En la Liga Venezolana de Béisbol Profesional ha vestido los uniformes de Tigres de Aragua y Navegantes del Magallanes.
Jugó para el Minnesota Twins desde 1996 a 2005. Jugó en los Bravos de Atlanta en su organización de Triple-A Richmond Braves en 2006, pero tuvo problemas y sólo bateó .242 con seis jonrones. Ryan jugó mejor para la organización Triple-A de los Piratas de Pittsburgh's, Indianapolis Indians en 2007, con un promedio de .259 y 16 jonrones. Ryan estuvo en la primavera de 2007 con la organización de los Piratas, bateando .396 con un en porcentaje en base de .418 y un slugging de .547. Ryan anotó 17 carreras con 9 RBI de 21 de hits. Ryan firmó con el Somerset Patriots de la Atlanic Ligue el 24 de marzo de 2008. Los Marlins de Florida compraron su contrato el 23 de julio de 2008, después de batear .282 con 15 cuadrangulares y ser elegido en el equipo de las Estrellas de la Liga del Atlántico.
El 13 de enero de 2009, Ryan firmó un contrato de ligas menores con una invitación a los entrenamientos de primavera con los Marlins de la Florida.
En Venezuela tiene el privilegio de haberse convertido en el primer bateador en la historia la LVBP en batear la escalera (sencillo, doble, triple y jonrón) con dos equipos diferentes (Tigres de Aragua y Navegantes del Magallanes). También vistió la camiseta de los Leones del Caracas en calidad de refuerzo en la Serie del Caribe efectuada en la Isla de Margarita (Venezuela) en el año 2010.
- Datos: Q5794098